# 射頻共振空腔推進器

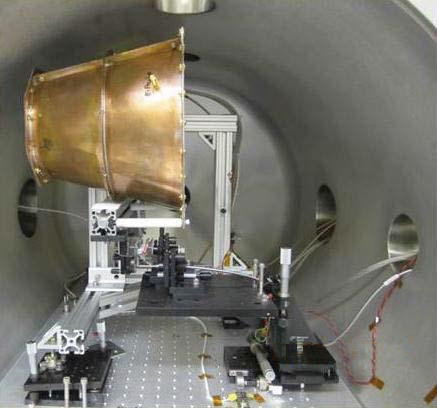
NASA鷹工廠（Eagleworks Laboratories）所建造的射頻共振空腔推進器原型機

射頻共振空腔推進器（英語：RF resonant cavity thruster），或稱相對性推進器，是一種尚具爭議性的新型態推進裝置，最常見的稱呼為「電磁推進器」（EmDrive、電磁驅動引擎），由英國航空太空工程師羅傑·肖耶（Roger Shawyer）發明，他在2000年創建Satellite Propulsion Research 。這種技術可以用來促進交通工具革命，包括地面交通，海洋交通，航空和太空載具。
至2016年底，相對性推進器研究已經逐漸進入主流科學界實驗如NASA，但批評家認為相對性推進器違反動量守恆。一些科學家及美國太空總署林顿·约翰逊太空中心鷹工廠（Eagleworks）實驗室，德國德勒斯登工業大學、西北工業大學已經完成原型設計。目前有一些實驗觀察到相對性推進器產生小型推力，但也受到其他科學家懷疑。之後對於相對性推進器的研究仍進行中，至今從未獲得令人信服的物理原理或實驗結果。

## 概念主張
科學家羅傑·肖耶提出在椎體內發射微波，微波在密閉空間內反復地反彈，進而產生的輻射壓推動椎體前進。
射頻共振空腔推進器原理有幾種可能：
- 量子真空憑空產生的虛粒子推動射頻共振空腔推進器
- 通過改變射頻共振空腔推進器前後的時空來產生推進力
- 微波存在更高維度，射頻共振空腔推進器內部在高維空間前進
- 馬赫效應（Mach effect）：詹姆斯·伍德瓦德於1990年提出，即在加速物體所受的力中，有一部分力不會產生動能，而是轉化為勢能儲存在物體中，使物體的靜止質量出現波動，從而產生實驗中觀察到的推力。

## 研究發展
英國航空太空工程師羅傑·肖耶在2000年創建Satellite Propulsion Research，致力於相對性推進器研究。肖耶在2003年進行實驗，並稱相對性推進器實驗產生16毫牛頓推進力。
2006年，美國工程師吉多·費塔（Guido Fetta）仿照EmDrive製作出一台原型機「Cannae Drive」。同年9月8日，英國科學雜誌《新科學人》以EmDrive為封面，發表文章認為該裝置似乎是可信的。科幻作家格雷格·伊根公開表示該文章「一味追求轟動效應，作者缺乏基本的科學知識」。格雷格·伊根的文章被美國數學物理學家約翰·拜艾茲轉發在自己的部落格。之後《新科學人》迅速發表澄清聲明，並附上專家們對EmDrive持否定意見的公開信。

## 質疑觀點

### 無法證實
2010年，中國西北工業大學楊涓教授帶領的團隊開始相對性推進器設計。2013年，楊涓製作出EmDrive原型機，並發表公布測試結果：2.5千瓦電量產生720毫牛頓推進力，實驗記錄比肖耶更好，達到更高功率。楊涓注意到此結果得出的推力比同類實驗大百倍，因此表示在作出更多實驗前不會評論這個實驗，並期望其他團隊作重複其實驗引證，她在接著的一次同樣的實驗中不能重複之前的結果，因此認為之前的實驗有錯誤。
2013年8月，美國太空總署在德州林頓·詹森太空中心對兩台Cannae Drive進行為期8天的實驗，並於2014年6月4日將實驗結果在美国航空航天学会（AIAA）第50屆聯合推進大會上發表。實驗數據顯示，28瓦的電力產生30至50微牛頓的推力。2014年10月，肖耶在多倫多航太會議上演講並發表論文。2015年根據英國《每日郵報》報導，美國太空總署工程師鮑爾·馬爾希（Paul March）表示在高度真空中，以一輸入功率50W的相對性推進器產生50μN的推力， torr and new null-thrust tests.馬爾希解釋相對性推進器機制不是洛伦兹力或熱力學。但當試圖以反向測試驗證時，其中一實驗設備（120W RF 放大器）燒毀了，因為未能完成測試及得出實驗報告。
2015年7月，德國德勒斯登工業大學馬丁·塔吉瑪教授（Martin Tajmar）在美國航空航太學會推進和能源論壇展示EmDrive更加精密的實驗結果，過程中測得微小的推力，但當把被測試的EmDrive向垂直方向旋轉90°、理論上應無推力的情況下，卻測得相對大得多的推力，意味著實驗中存在著干擾，因此得出無法證實相對性推進器能產生推力。該團隊計劃在更好的磁屏蔽環境下再嘗試。
2016年，中國西北工業大學楊涓的團隊發表文章記述他們進行的另一次實驗，當中使用較精細的設置，包括發射微波的電源在推進器內外兩不同情況。結果電源在外時測得微小推力，但電源在內時卻沒有。因此推斷在外部電源情況測得的推力是噪訊所致。同年11月17日, NASA鷹工廠實驗室的論文《" "Measurement of Impulsive Thrust from a Closed Radio-Frequency Cavity in Vacuum"》 發表在同行評議期刊《推進與動力雜誌》（Journal of Propulsion and Power）上。鷹工廠論文描述對EmDrive進行的測試，測試在接近真空（類似於太空）的環境下進行。他們把引擎放到一個叫做扭擺的裝置上，啟動引擎，然後測量它運行的距離來推算推進力的大小。他們估計，EmDrive消耗每千瓦功率能夠產生1.2毫牛頓的推進力。

### 反駁結論
2018年，德國德勒斯登工業大學太空工程研究所物理學家馬丁·塔吉瑪領導的團隊發表獨立測試結果，表明推力並非來自 EmDrive，而只是椎室內供電電線與地球磁場的電磁相互作用，因為EmDrive並沒有完全屏蔽地球磁場影響的設備。

## 外部連結
- 官方网站, Cannae
- 官方网站, Emdrive
- Broadcast 2722 EM Drive（页面存档备份，存于） @ The Space Show
- videos of presentations on EM Drive, Mach Effect, Cannae by March, Woodward, Tajmar and others at the 2016 Breakthrough Propulsion Workshop（页面存档备份，存于） @ Space Studies Institute YouTube Playlist
- The FACTS as we currently know them about the EmDrive and Cannae Drive（页面存档备份，存于） - subreddit thread
- So, about that EM drive...（页面存档备份，存于） - History, Politics And Current Affairs forum (Space and Technology section) thread
- 神奇電磁引擎（页面存档备份，存于）